# Il segreto del garofano cinese
Il segreto del garofano cinese (Das Geheimnis der chinesischen Nelke) è un film del 1964 diretto da Rudolf Zehetgruber.

## Trama
Diverse compagnie petrolifere stanno cercando di entrare in contatto con il professor Wilkens, che ha appena scoperto una formula rivoluzionaria per un nuovo tipo di carburante che mette fuori mercato tutte le compagnie petrolifere e controlla l'economia mondiale.